# 香川県県民ホール
香川県県民ホール（かがわけんけんみんホール）は、香川県高松市玉藻町にある香川県が管理するホールで、香川県内最大規模のホールである。こけら落としは1988年。穴吹興産のグループ企業である穴吹エンタープライズが指定管理者として香川県から管理・運営を委任されている。
2008年4月1日から命名権（ネーミングライツ）が穴吹興産に売却され、愛称がアルファあなぶきホールとなっていた。当初は2008年4月1日から2011年3月31日までの3年間の契約で命名権が売却されたが、2010年12月 - 2011年1月にかけて実施された同ホールの命名権募集に穴吹興産1社しか応募がなかったため、同社との間で2011年4月1日から2016年3月31日の5年間の契約で命名権が売却された。期間満了を前に2015年12月 - 2016年1月にかけて行われた命名権募集では2社が応募し、選考の結果レクザムが選定されたため、2016年4月1日から2021年3月31日の5年間の契約でレクザムホールになった。
香川県は、県民ホールの老朽化等へ対応する必要があることから、休館を伴う改修工事を行うことを予定。
小ホール
2027年(令和9年)1月～6月 
大ホール
2027年(令和9年)10月～2029年(令和11年)3月

## 施設概要
- 大ホール：2,001人収容。コンサートやオーケストラの演奏会、演劇、ミュージカル、オペラ、バレエなどに対応可能。2008年3月31日まではグランドホールの愛称がつけられていた。
- 小ホール：807人収容。中小規模のコンサートなどに対応。2008年3月31日まではアクトホールの愛称がつけられていた。
- 多目的大会議室「玉藻」ほか会議室多数
- リハーサル室
- 小ホール棟にはNHK高松放送局・瀬戸内海放送・RSK山陽放送のお天気カメラが設置されている。

## 交通アクセス
- JR高松駅下車徒歩10分、国道30号水城通り沿い。
- なお、ことでんバスのうち香川中央高校・日生ニュータウン線のみ「県民ホール前」バス停に発着する。これはかつて同系統が「国道フェリー」発着だったことの名残である。その後御厩線が同バス停まで延伸された。